# Arheološki muzej Narona
Arheološki muzej Narona nalazi se u Vidu, mjestu u neposrednoj blizini Metkovića, a izgrađen je nad augusteumom, hramom posvećenom božanskom Augustu.

## Povijest istraživanja
Prva poznata arheološka iskopavanja u Naroni provedena su 1877. pod vodstvom tadašnjeg ravnatelja Arheološkog muzeja u Splitu Mihovila Glavinića. Prvo veće istraživanje proveo je Carl Patsch čije je rezultate objavio 1907. u monografiji pod nazivom „Zur Geschichte und Topographie von Narona” („Povijest i topografija Narone”), a godinu poslije u članku „Kleinere Untersuchungen in und um Narona” („Manja istraživanja u Naroni i oko nje”). Istraživanja su nastavljena i nakon Drugog svjetskog rata, a 1995. i 1996. se dogodilo najznačajnije dosadašnje otkriće: pronalazak najmanje 19 kipova; 16 kipova rimskih careva i drugih pripadnika carske obitelji, te ostaci rimskog hrama Augusteuma koji čine osnovu muzejskog postava.

## Zgrada muzeja
Projekt prvog muzeja u Hrvatskoj koji je izgrađen in situ hrvatskog arhitekta Gorana Rake nagrađen je nagradom „Vladimir Nazor”. Kamen temeljac položen je 19. srpnja 2004., a muzej je za posjetitelje otvoren 18. svibnja 2007. Za poseban doprinos obogaćenju kulturno-turističke ponude Hrvatske, nagrađen je posebnim priznanjem Hrvatske turističke zajednice u sklopu nagrade „Plavi cvijet” za 2007. godinu. Godine 2009. muzej je bio nominiran za europski muzej godine.

## Zbirka muzeja
Najreprezentativniji primjerci dugogodišnjih arheoloških nalaza izloženi u stalnom postavu muzeja. Ukupno je izloženo oko 900 nalaza (kipovi, keramika, nakit, staklo, novac...) s različitih lokacija u Naroni, a datiraju od kraja 3. stoljeća pr. Kr. do 15. stoljeća po. Kr.
Dio vanjskog postava nalazi se na platou ispred zgrade muzeja, s izloženim ulomcima arhitektonskih ukrasa hrama, funkcionalnim i dekorativnim dijelovima opreme foruma. U glavnoj izložbenoj dvorani koja je na mjestu samog rimskog hrama nalaze se kipovi careva i njihovih članova obitelji. U pet vitrina nalaze se nalazi sa šireg prostora hrama: ulomci skulptura, novci, staklo, predmeti od metala i kosti, keramika i lucerne.
Sam arheološki materijal podijeljen je na javni život i arhitekturu Narone, a u četiri reda vitrina nalazi se materijal s lokaliteta: bedemi, Erešove bare, nekropole, bazilika u trasi vodovoda, Njive-Podstrana i Sv. Vid. Osim malog arheološkog parka na vanjskim se terasama nalaze kameni spomenici kultne i sepulkralne tematike, ulomci arhitektonske dekorativne plastike te mozaik ispod staklenog poda koji najvjerojatnije pripada rimskoj taberni.

## Galerija slika
- Unutrašnjost muzeja
- Vitrine s nalazima
- Kipovi carske obitelji
- Dio vanjskog postava na vrhu zgrade muzeja

## Vanjske poveznice
- Arheološki muzej Narona
- Arheološki muzej Narona na stranicama TZ Metković  Arhivirana inačica izvorne stranice od 6. ožujka 2016. (Wayback Machine)

|  | Zajednički poslužitelj ima još gradiva o temi Arheološki muzej Narona |

43°04′52″N 17°37′41″E / 43.08117616684163°N 17.628121376037598°E